# Agnebergshallen
Agnebergshallen, invigd 1987, är den största sporthallen i Uddevalla och rymmer 2400 åskådare. GF Kroppskultur spelar sina hemmamatcher här. Premiärmatchen spelades mellan Kroppskultur och HK Cliff och slutade 24-22 till hemmalaget.
Även IFK Uddevalla Futsal spelar sina hemmamatcher här. Laget har det svenska publikrekordet när det gäller futsal med 1754 personer.
Hallen används förutom till idrottsarrangemang även till mässor och konserter. Här har bland annat Roxette, Ulf Lundell, Eva Dahlgren, Magnus Uggla och Kent uppträtt.